# Myzomela obscura
El mielero sombrío o meloncillo oscuro (Myzomela obscura) es una especie de ave paseriforme de la familia Meliphagidae propia de Australasia y las Molucas.

## Distribución
Es residente común en Nueva Guinea, las Molucas, las islas Aru, las islas del estrecho de Torres, y el norte de Australia, donde hay dos poblaciones separadas, una en Top End, y la otra en la península del Cabo York.

## Subespecies
Se reconocen ocho subespecies:
- M. o. aruensis Kinnear, 1924– islas Aru;
- M. o. fumata (Bonaparte, 1850)– en el sur de Nueva Guinea, islas Boigu y Saibai (estrecho de Torres);
- M. o. harterti Mathews, 1911– en Queensland y las islas en el sur del estrecho de Torres;
- M. o. mortyana Hartert, 1903– en Morotai;
- M. o. obscura Gould, 1843– en el Territorio del Norte islas (Melville y Bathurst y Tierra de Arnhem)
- M. o. rubrobrunnea A. B. Meyer, 1874– Biak;
- M. o. rubrotincta Salvadori, 1878–  las Molucas (Obi y Bisa);
- M. o. simplex G. R. Gray, 1861– las Molucas (Halmahera, Damar, Ternate, Tidore y Bacan).